# Gijiganahalli, Srinivaspur
Gijiganahalli là một làng thuộc tehsil Srinivaspur, huyện Kolar, bang Karnataka, Ấn Độ.